# Marthe Boyer-Breton
Pour les articles homonymes, voir Boyer et Breton (homonymie).
Marthe Boyer-Breton, née le 14 octobre 1860 à Paris où elle est morte le 14 avril 1926, est une peintre française.

## Biographie
Marthe Marie Louise Breton est la fille d'Edouard Honoré Breton, caissier, et de Séraphine Louise Lemoine.
Elle épouse en juillet 1889 l'homme de lettres Auguste-Jean Boyé dit Auguste-Jean Boyer d'Agen (1857-1945) . Le couple emménage Rue des Dames où viennent au monde plusieurs enfants.
Elle est élève de Léon Bonnat, Dessart, Ferdinand Humbert et de Philippe Parrot.
Elle expose de 1886 à 1913 au Salon de l'Union des Femmes Peintres  et Sculpteurs (U.F.P.S) dont en 1898 Retour des champs, Portrait de Mlle Suzanne C. et Renée-Marguerite (portrait d'enfant) et en 1908 Fleur de mai, impression prise à St Séverin à Paris.
Elle fait partie des artistes femmes qui accrochent à l'exposition universelle de 1893 dans le bâtiment dissident du Woman's Building (Chicago).
Par la suite, elle deviendra professeur de dessin dans les écoles communales de Paris.
Elle expose au Salon des artistes français de 1900 à 1923. En 1908, elle y envoie Fleur de mai et en 1910 Au Carmel.
Deux de ses tableaux, exposés en 1898 et 1899, sont offerts à l'église de Salviac. Son portrait d'Eugénie Bonnefois est acquis en 1900 par l'état.
Elle meurt en 1926 à son domicile parisien de la rue Boursault. Elle est inhumée le 16 avril au cimetière du Montparnasse.

## Distinctions
- Officier d'académie en 1895[10].

## Galerie

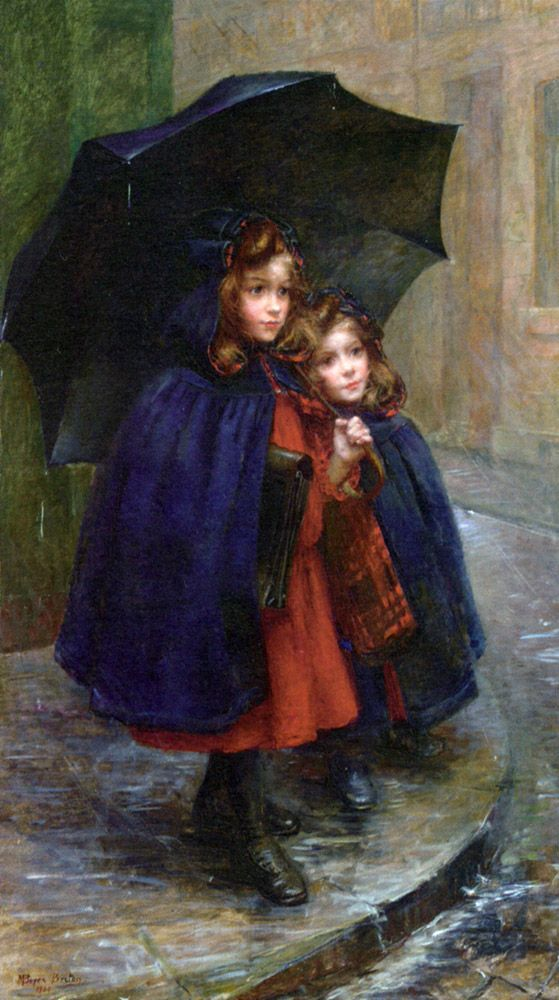
Off to School
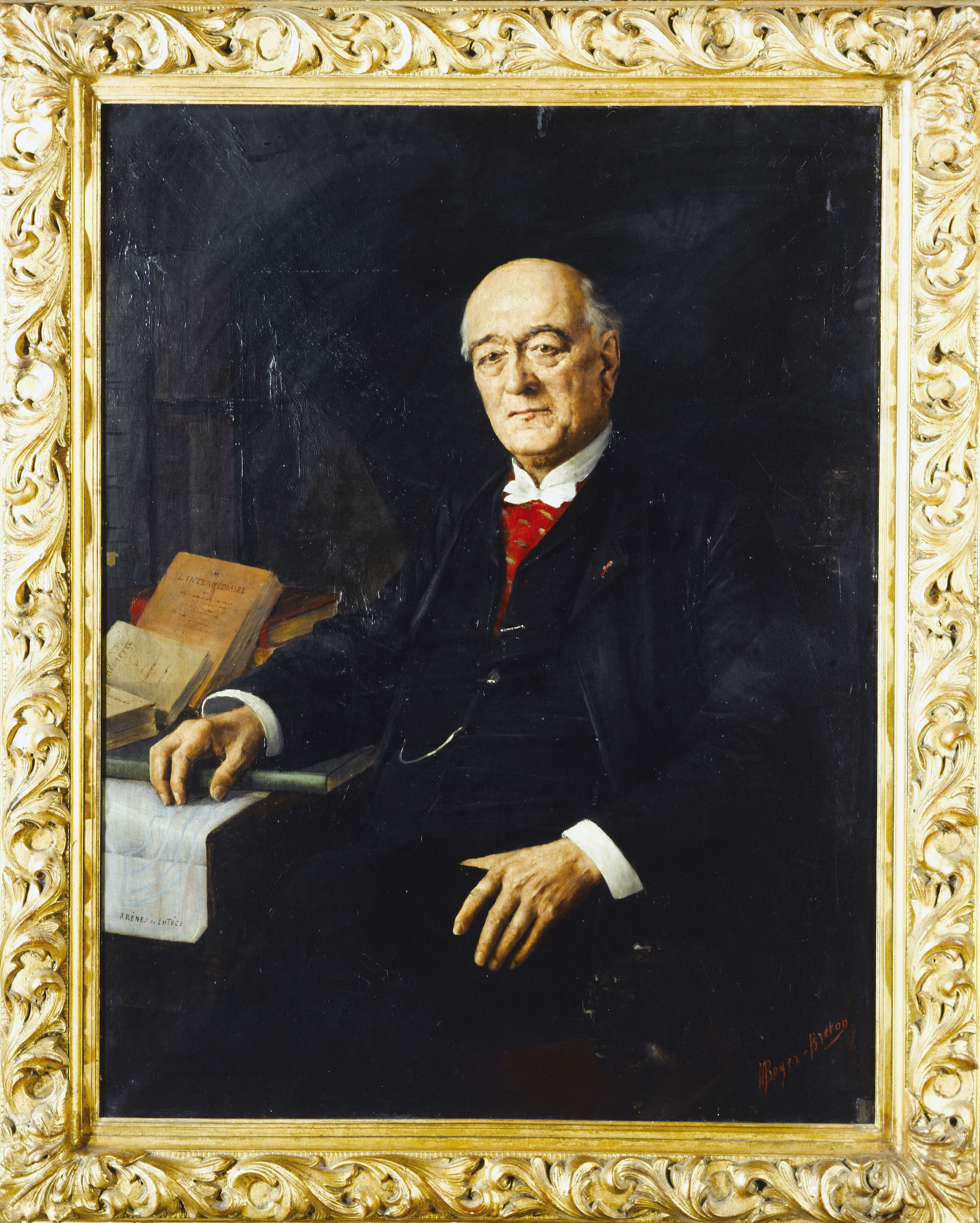
Portrait de Charles Read
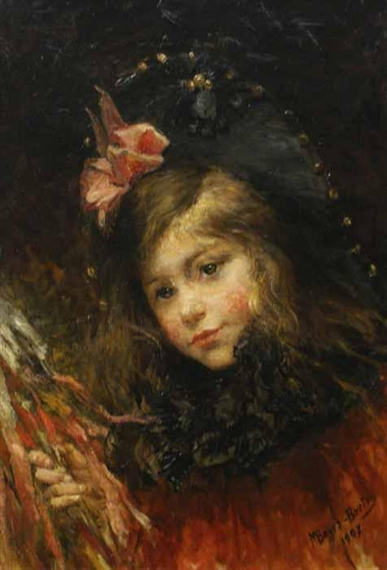
Untitled